# Священник (фільм, 1994)
«Священник» (англ. Priest) — британський фільм-драма 1994 року, поставлений режисеркою Антонією Берд. Прем'єра стрічки відбулася 12 вересня 1994 року на Міжнародному кінофестивалі в Торонто.

## Сюжет
Молодий священник Грег Пілкінтон приїжджає в новий прихід у Ліверпулі. Він поселяється у будинку свого колеги панотця Метью, з яким вони служитимуть в одній церкві. Грег, незважаючи на молодість, має вкрай ортодоксальні погляди. Метью ж, навпаки, незважаючи на сан, дуже ліберальний. Настільки, що навіть спить з хатньою робітницею. У самого Грега також є таємниця. Він знаходиться в постійному внутрішньому конфлікті: дотримання моральних законів католицизму важке для нього, оскільки його гомосексуальність, з якою він безуспішно бореться, вступає в конфлікт зі встановленими нормами моралі.
Одного разу на сповідь до панотця Грега приходить шкільний клас і одна з дівчаток, Ліза, розповідає преподобному жахливу історію про те, що її власний батько регулярно ґвалтує її і окрім священника вона нікому не може про це розповісти. Перед шокованим Грегом встає проблема, як йому вчинити, адже він не може допомогти дівчинці, не порушивши таємницю сповіді. Але священник знаходить вихід із ситуації, що склалася. У той же час духовне спілкування з цією дівчинкою дає йому можливість вирішити особисті проблеми.

## У ролях
| Лайнас Роуч       | ···· | панотець Грег Пілкінтон |
| Том Вілкінсон     | ···· | панотець Метью Томас    |
| Роберт Карлайл    | ···· | Грехем                  |
| Кеті Тайсон       | ···· | Марія Керріган          |
| Леслі Шарп        | ···· | місіс Ансуорт           |
| Роберт П'ю        | ···· | містер Ансуорт          |
| Джеймс Елліс      | ···· | панотець Еллертон       |
| Крістіна Тремарко | ···· | Ліза Ансуорт            |
| Пол Барбер        | ···· | Чарлі                   |
| Ріо Фаннінг       | ···· | єпископ                 |

## Визнання
| Нагороди та номінації фільму «Священник» | Нагороди та номінації фільму «Священник»      | Нагороди та номінації фільму «Священник»             | Нагороди та номінації фільму «Священник» | Нагороди та номінації фільму «Священник» | Нагороди та номінації фільму «Священник» |
| Рік                                      | Кінофестиваль/кінопремія                      | Категорія/нагорода                                   | Номінант                                 | Результат                                |                                          |
| ---------------------------------------- | --------------------------------------------- | ---------------------------------------------------- | ---------------------------------------- | ---------------------------------------- | ---------------------------------------- |
| 1994                                     | Міжнародний кінофестиваль у Торонто           | Приз глядацьких симпатій                             | Священник                                | Перемога                                 |                                          |
| 1994                                     | Единбурзький міжнародний кінофестиваль        | Найкращий новий британський художній фільм           | Священник                                | Перемога                                 |                                          |
| 1995                                     | Міжнародний кінофестиваль в Санта-Барбарі     | Приз глядацьких симпатій                             | Священник                                | Перемога                                 |                                          |
| 1995                                     | Берлінський міжнародний кінофестиваль         | Премія «Тедді» — Приз глядацьких симпатій            | Священник                                | Перемога                                 |                                          |
| 1995                                     | Берлінський міжнародний кінофестиваль         | Приз ФІПРЕССІ                                        | Священник                                | Перемога                                 |                                          |
| 1995                                     | Премія BAFTA                                  | Приз Александра Корди за найкращий британський фільм | Священник                                | Номінація                                |                                          |
| 1995                                     | Премія Австралійського кіноінституту          | Найкращий іноземний фільм                            | Номінація                                |                                          |                                          |
| 1996                                     | Премія товариства незалежного кіно Chlotrudis | Найкращий актор                                      | Лайнас Роуч                              | Номінація                                |                                          |